# Sierosław, Voivodato de Łódź
Sierosław [ɕeˈrɔswaf] es un pueblo ubicado en el distrito administrativo de Gmina Moszczenica, dentro del Distrito de Piotrków, Voivodato de Łódź, en Polonia central. Se encuentra aproximadamente a 7 kilómetros al oeste de Moszczenica, a 13 kilómetros al noroeste de Piotrków Trybunalski, y a 34 kilómetros al sur de la capital regional Lodz.